# Edward Heerema
Edward Heerema, född 1947, är en nederländsk ingenjör och företagsledare. Han grundade 1985 det Schweiz-baserade offshoreentreprenadföretaget Allseas Group.
Edward Heerema är son till Pieter Schelte Heerema och Erna Heerema och har tre bröder och en syster. Han växte upp i Venezuela. I början av 1960-talet kom Edward Heerema till Nederländerna med sin familj från Venezuela. Han utbildade sig till civilingenjör på Delfts tekniska universitet och arbetade därefter under åtta år i faderns offshoreföretag Heerema Marine Contractors som ingenjör och chef för forskningsavdelningen. Efter faderns död 1981 blev sonen Pieter Heerema verkställande direktör för företaget. Efter oenighet mellan bröderna grundade Edward Heerema 1985 företaget Allseas med samma affärsidé.
Edward Heerema är far till Pieter Heerema, som 2022 övertog faderns roll som verkställande direktör för familjeföretaget.